# Estação Herrera Oria
Herrera Oria é uma estação da Linha 9 do Metro de Madrid, no distrito do Fuencarral-El Pardo.